# Jean de la Tour Miracle
Jean de la Tour Miracle est un feuilleton télévisé français en dix épisodes réalisé par Jean-Paul Carrère et diffusé du 23 décembre 1967 au 1er janvier 1968 sur la première chaîne de l'ORTF.

## Synopsis
En Béarn, pendant les guerres de religion, le catholique Jean de la Tour Miracle tombe amoureux de Magdeleine de Castillac, la fille d'un huguenot.

## Fiche technique
- Titre : Jean de la Tour Miracle
- Réalisation : Jean-Paul Carrère
- Scénario : Michel de Ré d'après le roman d'Arthur de Gobineau, Le Prisonnier chanceux
- Sociétés de production : ORTF
- Pays de production :  France
- Langue originale : français
- Format : noir et blanc  - 35 mm - 4/3 - son mono
- Genre : Film historique, de cape et d'épée
- Nombre d'épisodes : 10
- Durée : 22 min. (par épisode)
- Dates de première diffusion :
  - France : 23 décembre 1967 (Première chaîne de l'ORTF)

## Distribution
- Patrick Dewaere : Jean de la Tour Miracle
- Jacques Balutin : Pierrot
- Jean Parédès : Brantôme
- Ludmila Mikaël : Magdeleine de Castillac
- Philippe Lemaire : Bourdet
- Anne Doat : Corisande
- Robert Vattier : le curé

## Épisodes
1. Le Fils de messire Aurèle Agrippa[extrait 1]
2. Aux couleurs de monsieur de Castillac[extrait 2]
3. Jolie Madame de Peyrecave[extrait 3]
4. Le Collier du sire de Brantome[extrait 4]
5. Les Embûches de la route d'Anet[extrait 5]
6. Heureux au jeu et chez les dames[extrait 6]
7. La Trahison de la Vilaine[extrait 7]
8. Les Divertissements de madame Diane[extrait 8]
9. Roué vif et écartelé[extrait 9]
10. Haut les cœurs et vive l'amour[extrait 10]

## Commentaire
C'est avec ce feuilleton, dans lequel il tient le rôle principal, que Patrick Dewaere commence sa véritable carrière d'acteur. Cette fiction met en scène un héros dont il réfute à l'époque la comparaison avec un Fanfan la tulipe. L'acteur incarnera ensuite dans sa carrière des anti-héros à l'instar de Jean de la Tour Miracle à la fois énergiques, maladroits, idéalistes et qui ratent souvent leur cible. La direction d'acteur de ce feuilleton laisse place à l'action du genre de « cape et d'épée » mais donne de la chair à une multitude de personnages. Typique de l'âge d'or de la télévision française des années 1960, cette fiction rencontre un franc succès et permet de lancer la carrière de Patrick Dewaere. La troupe du Café de la Gare, qu'il rejoindra peu de temps plus tard, moquera et parodiera souvent ce type de récits, y compris au cinéma (avec par exemple, le film Vous n'aurez pas l'Alsace et la Lorraine).

## Extrait vidéo
1. ↑  « Le Fils de messire Aurèle Agrippa » [vidéo], sur ina.fr.
2. ↑  « Aux couleurs de Monsieur de Castillac » [vidéo], sur ina.fr.
3. ↑  « Jolie Madame de Peyrecave » [vidéo], sur ina.fr.
4. ↑  « Le Collier du sire de Brantome » [vidéo], sur ina.fr.
5. ↑  « Les Embûches de la route d'Anetv » [vidéo], sur ina.fr.
6. ↑  « Heureux au jeu et chez les damesv » [vidéo], sur ina.fr.
7. ↑  « La Trahison de la Vilaine » [vidéo], sur ina.fr.
8. ↑  « Les Divertissements de madame Diane » [vidéo], sur ina.fr.
9. ↑  « Roué vif et écartelé » [vidéo], sur ina.fr.
10. ↑  « Haut les cœurs et vive l'amour » [vidéo], sur ina.fr.